# Karlheinz Jansen (Karnevalist)
Karlheinz Jansen (* 9. Februar 1926 in Köln; † 1. Mai 2017 ebenda) war ein deutscher Karnevalist und Büttenredner, der als Ne Tröötemann breite Bekanntheit erreichte.

## Leben
Karlheinz Jansen trat über fünfzig Jahre lang als Büttenredner in Köln und Umgebung auf, langjährig als Ne Tröötemann mit einem Sousaphon, aber auch als der Radfahrer. 1964 hatte er seinen ersten Auftritt im Gürzenich. Bis 2014 war er auch als Pater „Broder Bätes“ in den Veranstaltungsreihen „Kölsch Milljöh“ und „Kölsche Weihnacht“ engagiert. Er hatte Auftritte in Korea, Japan, den USA und in Namibia.

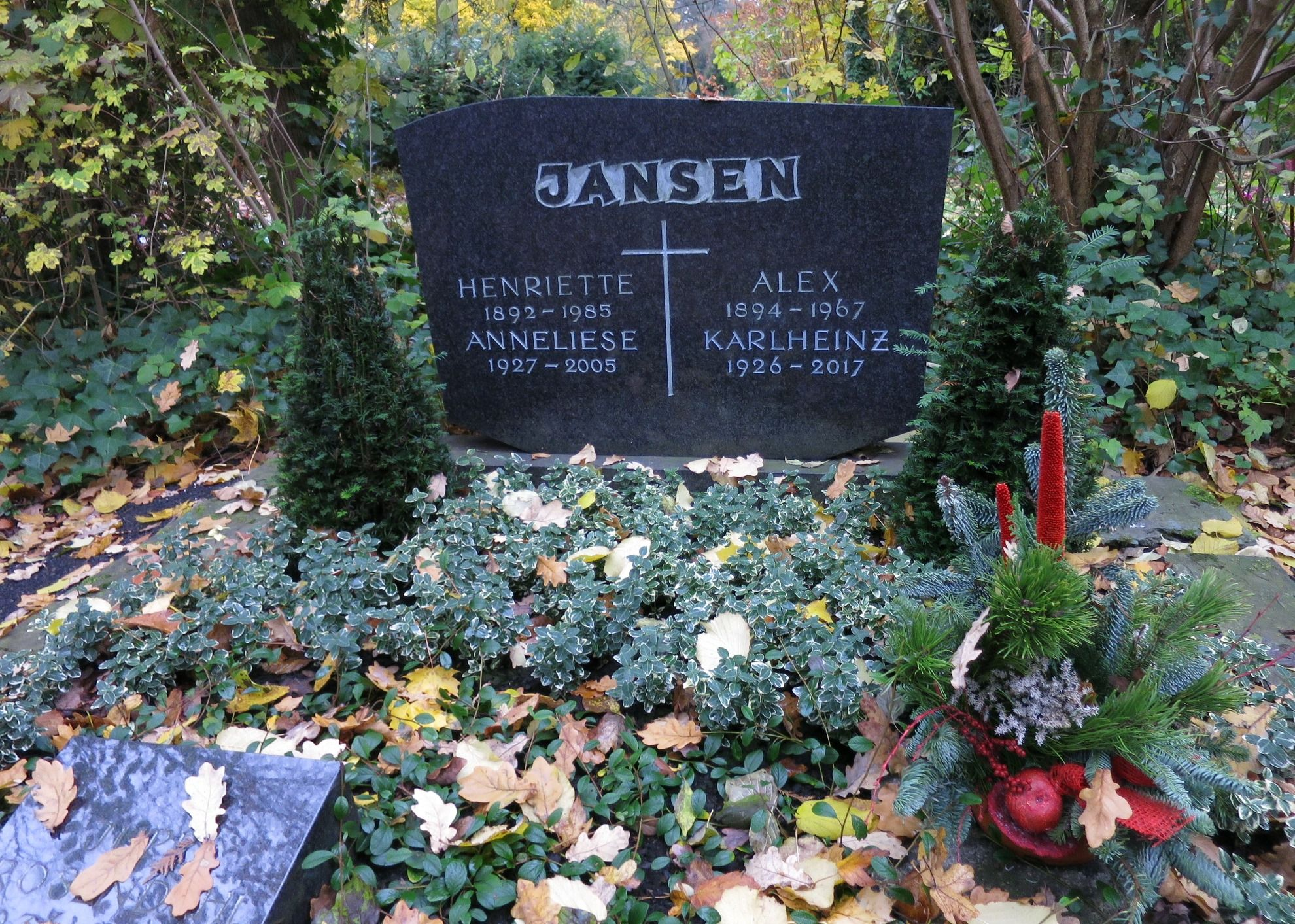
Familiengrab von Karlheinz Jansen auf dem Kölner Südfriedhof

Mehr als 65 Jahre lang war er Mitglied (Spitznamen „Spreutz“) bei der Roten Funkengarde Köln, dem ältesten Traditionscorps im Kölner Karneval, dessen Mitglied seit 1953 und Knubbelführer des 2. Knubbels seit 1962.
Jansen war beruflich tätig bei den Kölner Verkehrs-Betrieben und später als Brandinspektor bei der Berufsfeuerwehr Köln. Der ehemalige Kölner Oberbürgermeister Norbert Burger umschrieb Jansens Lebenslauf als Kölner, Flakhelfer, Soldat, Straßenbahnschaffner, Feuerwehrmann, Schiedsmann, Familienvater und Karnevalist.
Jansen wurde im Familiengrab auf dem Kölner Südfriedhof (Flur 118 Nr. 80–81) beigesetzt.

## Ehrungen
- 1981 Bundesverdienstkreuz am Bande des Verdienstordens der Bundesrepublik Deutschland
- 2012 Willy-Millowitsch-Medaille für seine Verdienste um die „Kölsche Rede“[3]